# Петър Дилов
 Тази статия е за българския министър.  За кмета на Ботевград вижте Петър Дилов (кмет).  
Петър Дилов е български политик от партия ,,Има такъв народ“ (ИТН).
Роден е през 1984 година в София. Завършва Университета за национално и световно стопанство и от 2011 година е служител на Българската народна банка.
На 16 януари 2025 година става министър на икономиката и индустрията като представител на ИТН в коалиционното правителство на Росен Желязков.